# Sinh vật đơn bào

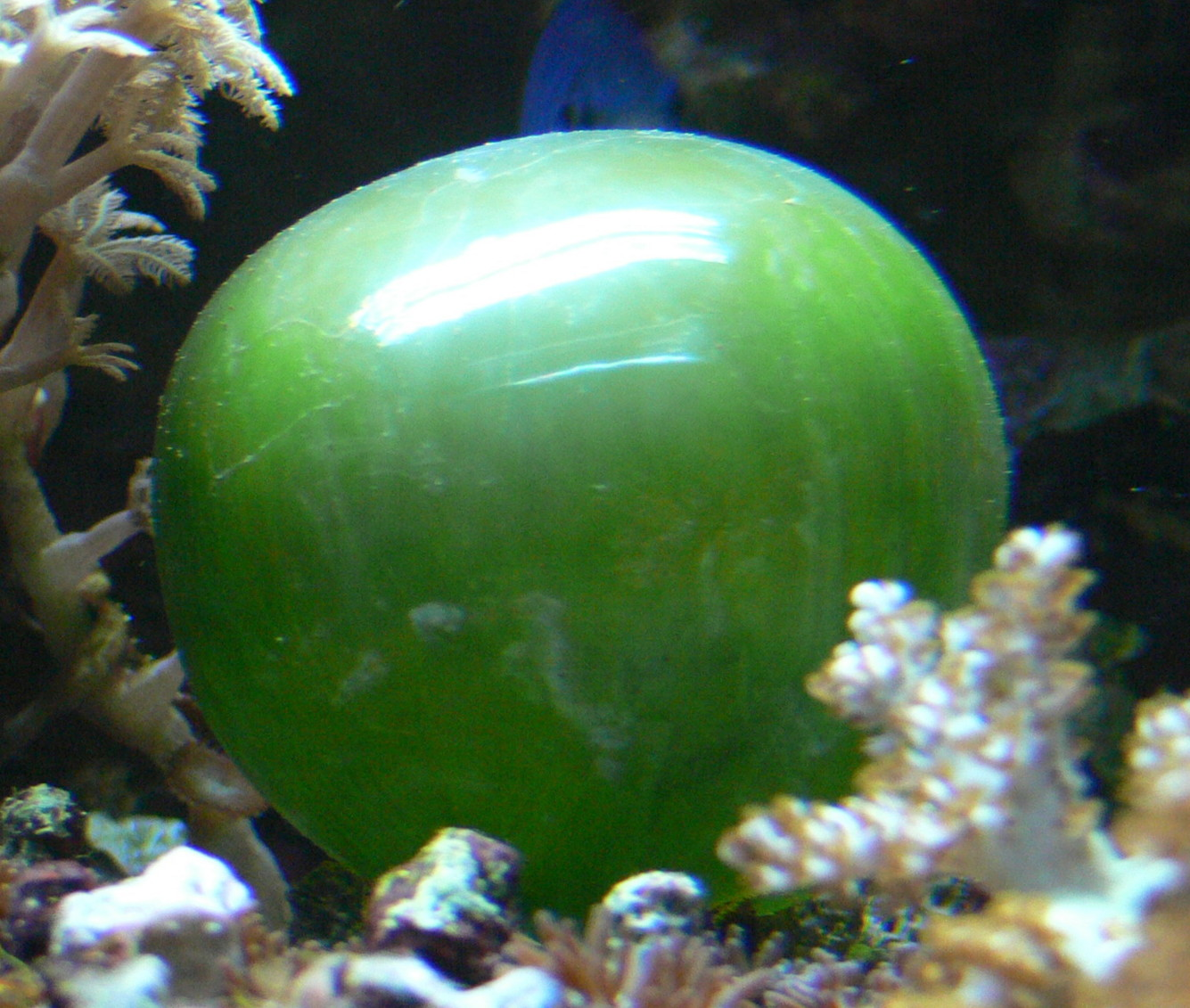
Tảo bong bóng Valonia ventricosa, một trong những sinh vật đơn bào to nhất với đường kính hơn 1 cm

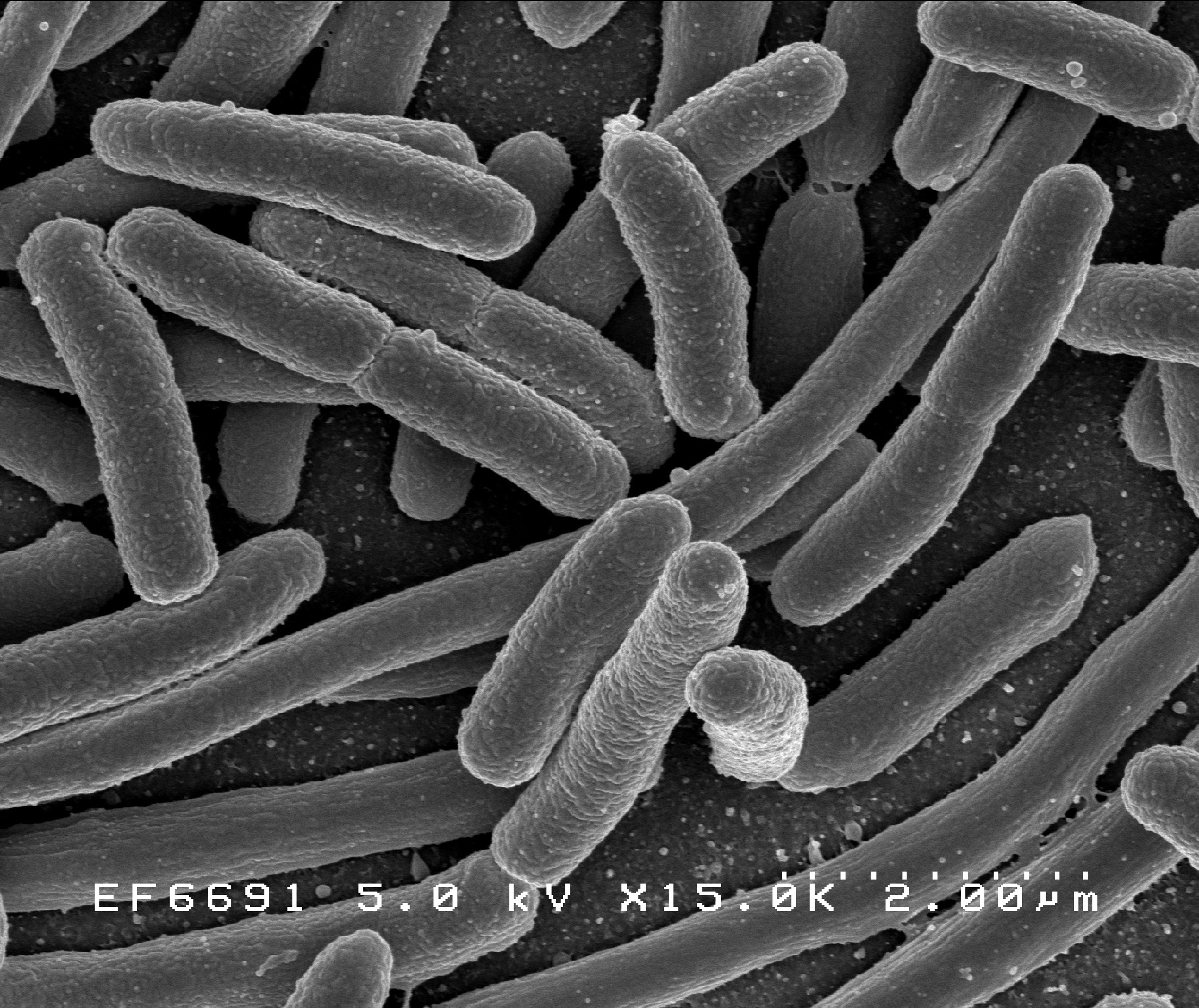
Escherichia coli là một sinh vật đơn bào vi mô, cũng như một prokaryote.

Sinh vật đơn bào có tổ chức đơn giản: sinh vật chỉ được cấu tạo từ một tế bào và thực hiện tất cả các chức năng sống cơ bản. Tế bào này có thể là sinh vật nhân sơ hoặc sinh vật nhân chuẩn. Một số sinh vật đơn bào có thể hợp tác với nhau để phát triển thành tập đoàn.
Hầu hết các sinh vật nguyên sinh đều là đơn bào.

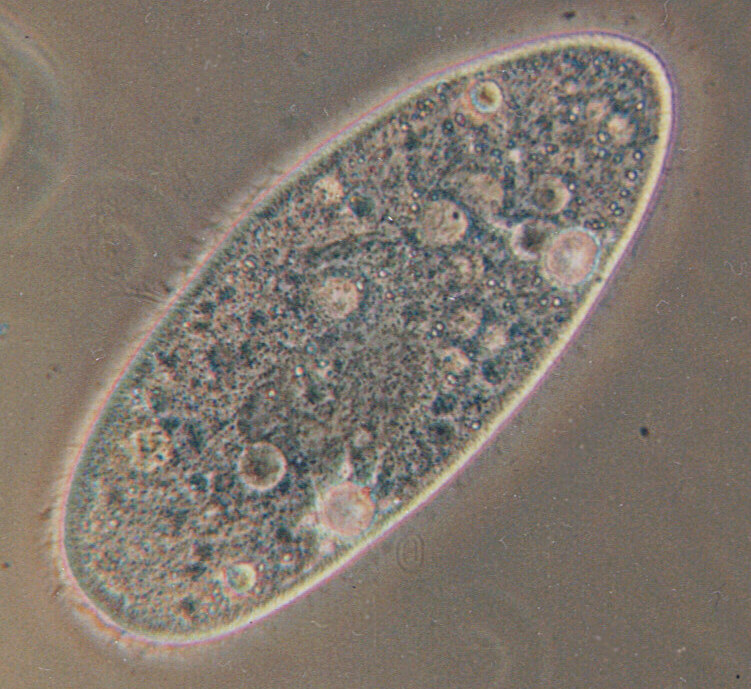
Paramecium aurelia, một nguyên sinh vật thuộc ngành trùng lông. Hình chụp dưới kính hiển vi quang học
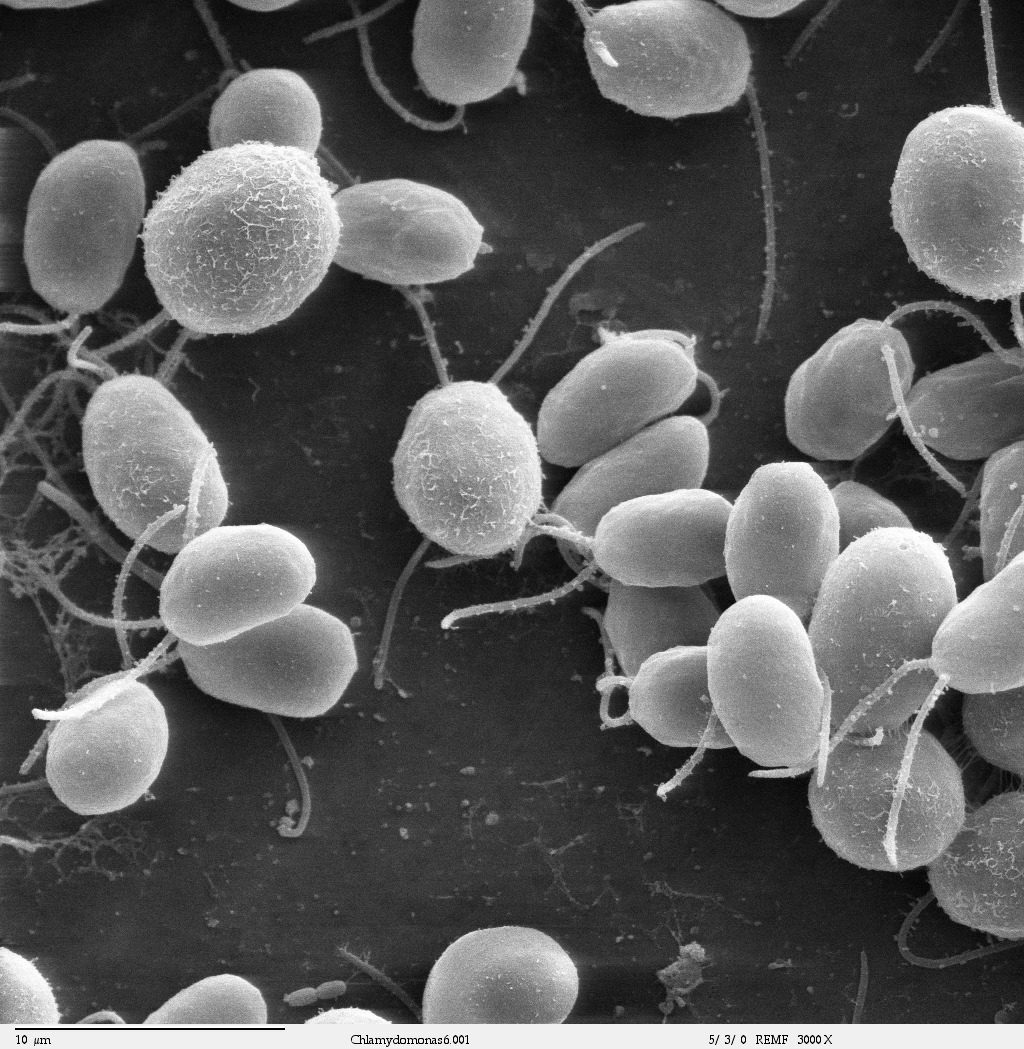
Chlamydomonas reinhardtii, nguyên sinh vật thuộc lớp Tảo lục
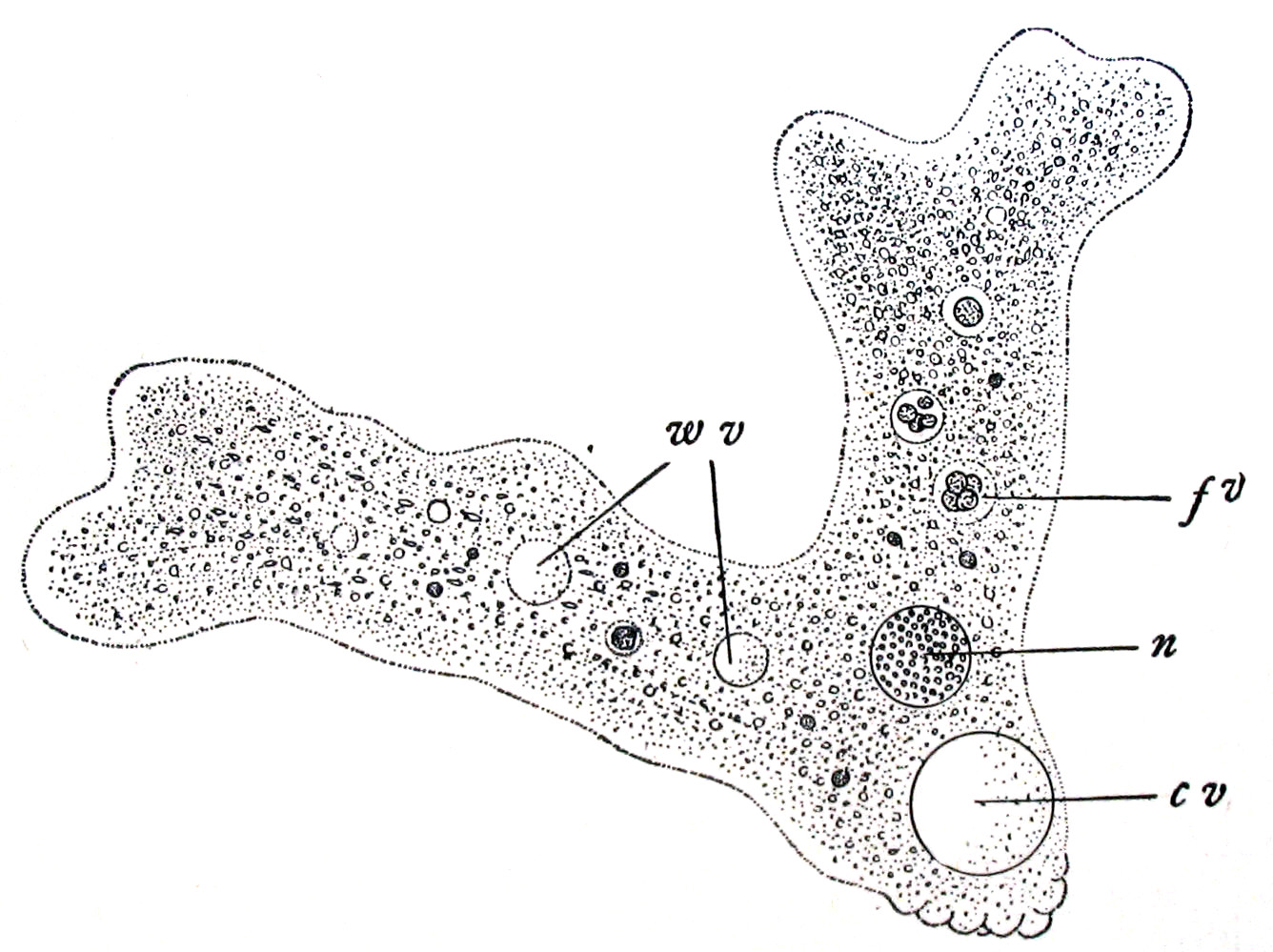
Trùng biến hình trần Amoeba proteus, một đại diện tiêu biểu của đơn bào đơn giản